# Arthur Schnitzler
Arthur Schnitzler (Viena, Imperi austríac, 15 de maig de 1862 - 21 d'octubre de 1931) va ser un dramaturg i novel·lista austríac en llengua alemanya. La seva professió era la de metge neuròleg.

## Obra

### Teatre
- Das Märchen (1891)
- Anatol (1893)
- Liebelei (1895)
- Reigen (1896/97)
- Paracelsus (1898)
- Der grüne Kakadu (1898)
- Die Gefährtin (1898)
- Freiwild (1898)
- Der Schleier der Beatrice (1899)
- Die Frau mit dem Dolche (1900)
- Lebendige Stunden (1901)
- Die letzten Masken (1901)
- Literatur (1901)
- Der einsame Weg (1904)
- Der Ruf des Lebens (1906)
- Komtesse Mizzi oder Der Familientag (1909)
- Der junge Medardus (1910)
- Das weite Land (1911)
- Professor Bernhardi (1912)
- Fink und Fliederbusch (1916)
- Komödie der Verführung (1924)

### Novel·la
- Leutnant Gustl (1900)
- Fräulein Else (1924)
- Traumnovelle (1926)

## Traduccions al català

### Teatre
- La Ronda. Traducció de Carme Serrallonga.
- Anatol. Traducció de Feliu Formosa. Direcció de Jordi Mesalles.
- A la cacatua verda. Traducció de Feliu Formosa.
- El camí solitari. Traducció de Dagmar Lüderitz i d'Albert de la Torre.

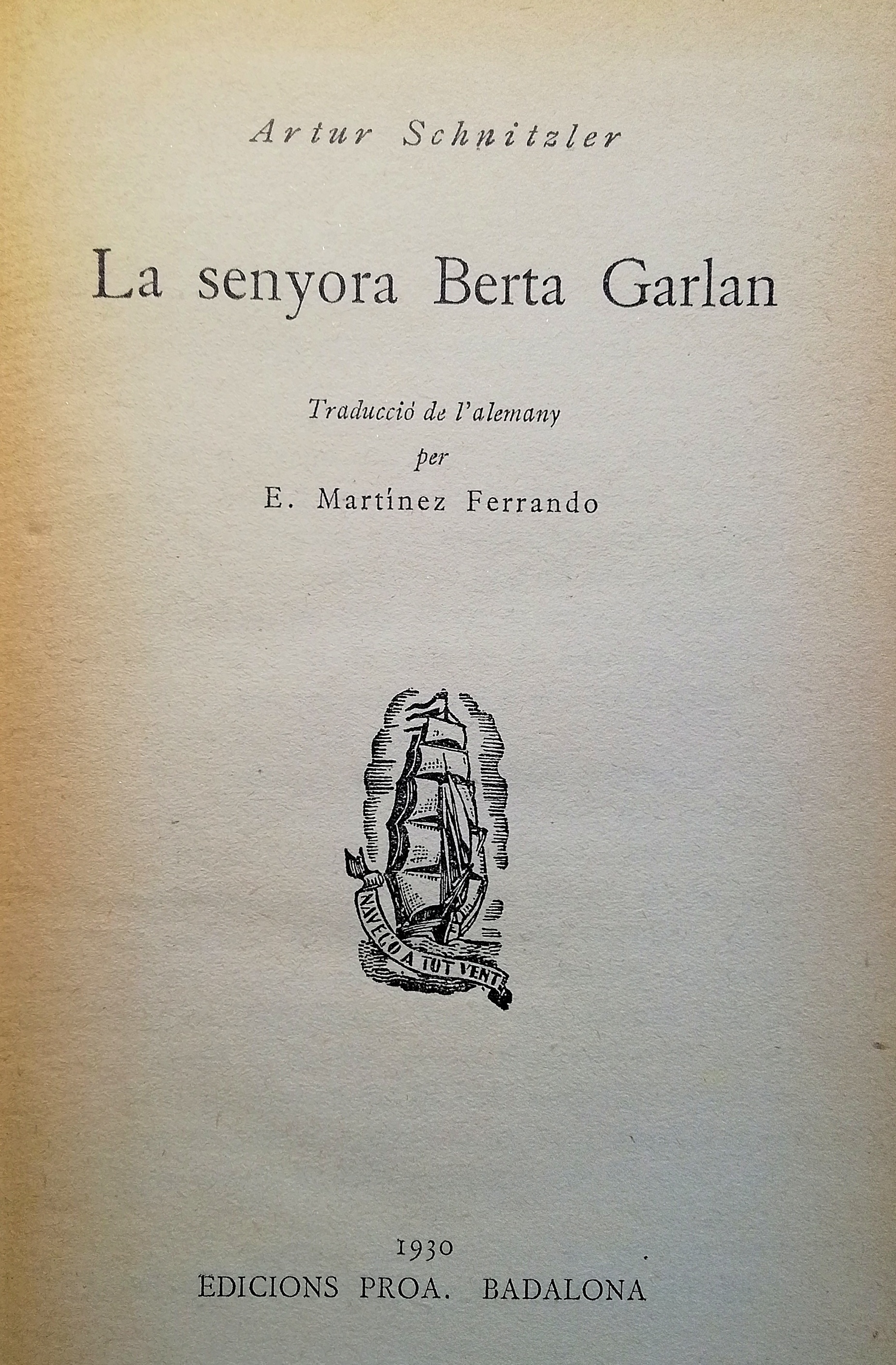
Frau Bertha Garlan d'Arthur Schnitzler, traducció catalana publicada a Badalona l'any 1930 dins la col·lecció A tot vent

- Frau Bertha Garlan d'Arthur Schnitzler, traducció catalana publicada a Badalona l'any 1930 dins la col·lecció A tot vent El professor Bernhardi.[2] Traducció de Feliu Formosa. Sinopsi: En un hospital universitari, la decisió complexa d'un metge desencadena un seguit de conseqüències que faran trontollar tots els estaments polítics i religiosos del país. Aquesta obra de ressons autobiogràfics, tracta sobre els tentacles del poder, fa una radiografia dels mecanismes amb què les elits vampiritzen els discursos sobre el bé comú per legitimar el seu propi protagonisme. El llibre, imprès per Arola Editors, és una adaptació del clàssic de 1912 que va ser censurat durant molts anys a Àustria. Schnitzler hi va anticipar els fantasmes antisemites que recorrerien Europa al llarg del segle xx. El text és una de les apostes de Xavier Albertí, director del Teatre Nacional Catalunya, per la temporada 2015-16.

### Novel·la
- La senyoreta Berta Garlan. Traducció d'Ernest Martínez Ferrando. Badalona: Edicions Proa (A tot vent, 29), 1930.
- La senyoreta Else. Traducció de Joan Alavedra, revisada per Jaume Vallcorba. Barcelona: Quaderns Crema ("Mínima minor", 75), 1997.
- Història somiada. Traducció d'Anna Soler. Barcelona: Quaderns Crema ("Mínima minor", 81), 1998.